# Bushy Park
Bushy Park è il secondo per estensione tra i Parchi Reali della città di Londra, dopo Richmond Park. Si trova nel quartiere di Richmond upon Thames e gran parte della sua superficie è aperta al pubblico.
Esteso 445 ettari (4,45 km²; 1 100 acri), Bushy Park sorge poco distante dalla residenza reale di Hampton Court. Il parco offre la possibilità di pescare, di fare brevi passeggiate a cavallo e di utilizzare il canotto. Vi sono inoltre aree di conservazione di piante ed animali, in particolare di daini e cervi rossi. Nel parco trova anche sede il National Physical Laboratory.

## Storia
La storia del Bushy Park è antichissima. I ritrovamenti archeologici dimostrano che l'area era abitata e conosciuta persino 4000 anni fa, durante l'età del Bronzo. Vi sono anche evidenti tracce di un passato medievale; nel Medioevo l'area era probabilmente un insieme di campi coltivati.

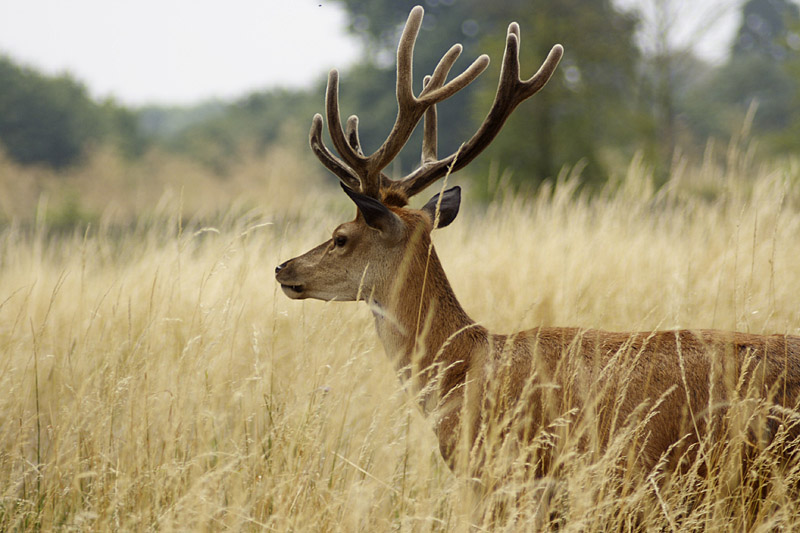
Uno dei cervi del parco.

 Quando Enrico VIII si impadronì del palazzo di Hampton Court, residenza di  Thomas Wolsey, usufruì anche dei parchi ad esso annessi, che oggi formano Bushy Park: Hare Warren, Middle Park e Bushy Park. Amante della caccia, fece introdurre in queste zone boschive diversi esemplari di daini e cervi.

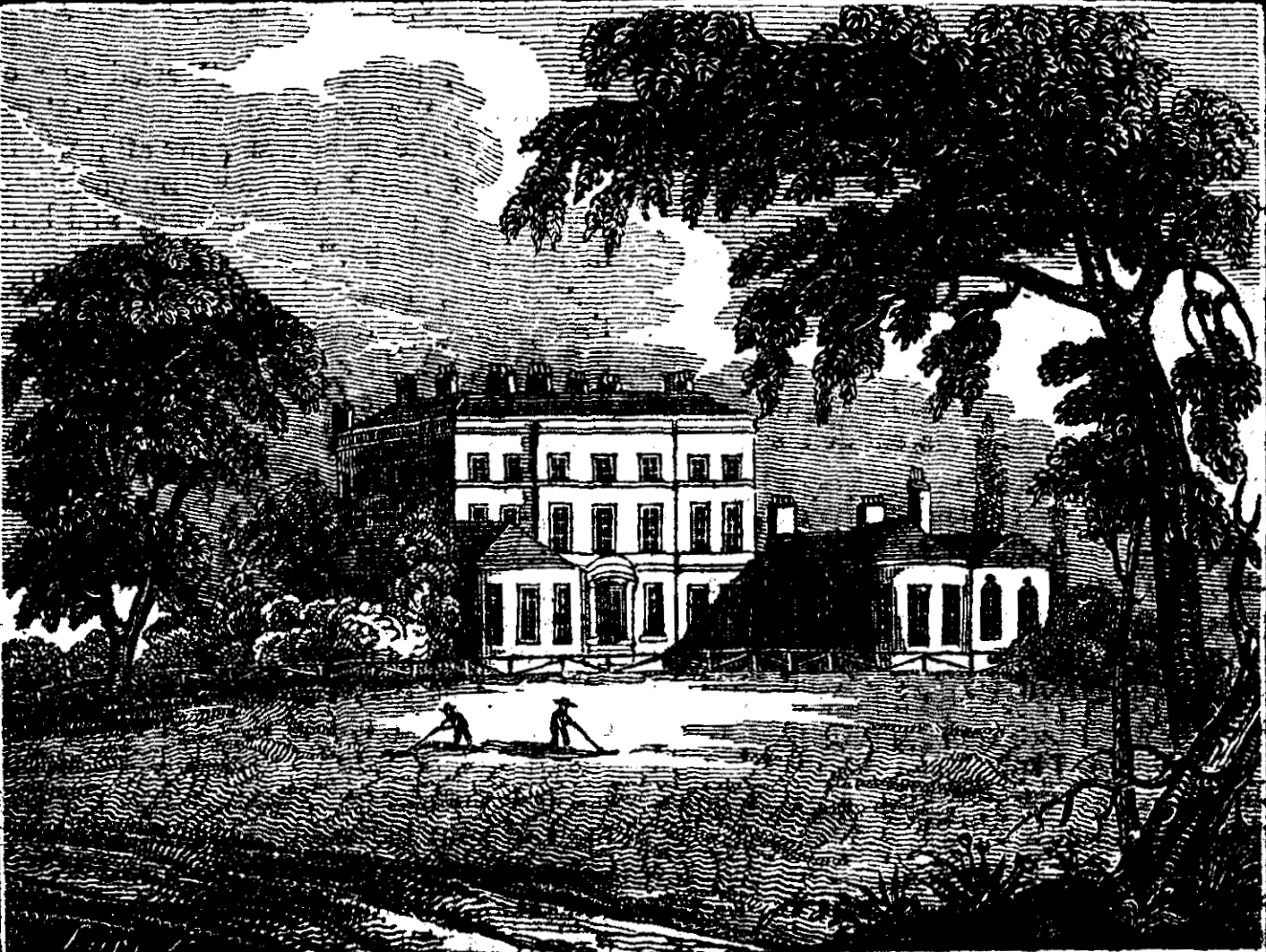
Bushy House.

I suoi successori aggiunsero particolari più pittoreschi, come ad esempio il fiume Longford, un canale lungo 19 km fatto costruire per ordine di Carlo I d'Inghilterra che riforniva di acqua il palazzo reale.
Durante la prima guerra mondiale il parco divenne sede di un ospedale ed in seguito un orfanotrofio. 

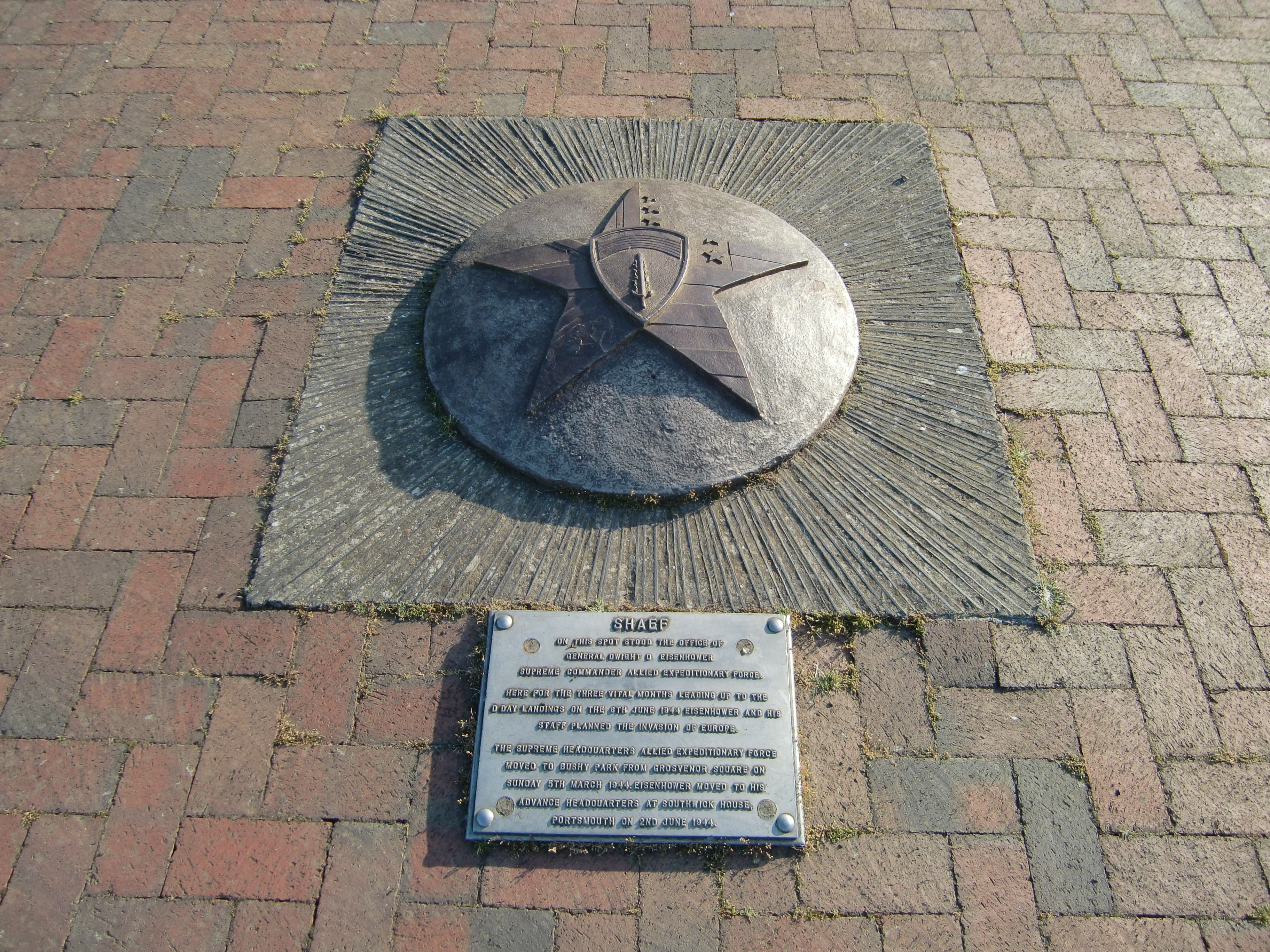
Placca commemorativa a Bushy Park

Il 5 marzo 1944 il generale Dwight D. Eisenhower spostò il quartier generale delle forze alleate (Supreme Headquarters Allied Expeditionary Force) dal 20 Grosvenor Square a Camp Griffiss presso Bushy Park, dove rimase fino al 1º settembre 1944, a parte i giorni che precedetto lo sbarco in Normandia, dal 2 al 6 giugno, quando traslocò a Southwick House. Il generale Dwight D. Eisenhower progettò proprio all'interno del parco le operazioni del D-Day.
Dopo la seconda guerra mondiale, i londinesi hanno festeggiato qui il Chestnut Sunday. Questa tradizione è stata ripresa nel 1993.

## Come arrivare
Le stazioni ferroviarie più vicine sono Hampton Court a sud, Hampton Wick ad est, Teddington e Fulwell a nord, e Hampton ad ovest. Tutte distano all'incirca 10-20 minuti dal parco.